# Franz Ferdinand al Austriei
Arhiducele Franz Ferdinand al Austriei (n. 18 decembrie 1863, Graz, Austria – d. 28 iunie 1914, Sarajevo, Austro-Ungaria) a fost moștenitorul tronului imperiului Austro-Ungar din 1896 până la asasinarea sa de la Sarajevo în data de 28 iunie 1914. Atentatul de la Sarajevo a constituit factorul care a declanșat începerea Primului Război Mondial.

## Biografie
Franz Ferdinand s-a născut în Graz, Austria, fiind fiul cel mare al arhiducelui Karl Ludwig (fratele cel tânăr a lui Franz Josef al Austriei) și al Prințesei Maria Annunciata (a doua soție a lui Karl Ludwig). Când avea 12 ani, a murit unchiul său Ducele Francisc al V-lea de Modena, care l-a numit moștenitor, cu condiția ca Franz Ferdinand să își adauge Este la nume. În 1877 Franz Ferdinand a intrat în armata austro-ungară cu gradul de locotenent. A fost un pasionat vânător. În 1883 a vizitat pentru prima dată Italia, în 1885 a vizitat Egiptul, Palestina, Siria, și Turcia. În 1889 a vizitat Germania.
În 1889 viața lui Franz s-a schimbat în mod dramatic după sinuciderea vărului său Prințul Rudolf al Austriei, succesorul la tronul Austriei. Următorul în linie era tatăl său, care a renunțat, Franz devenind astfel primul succesor la tronul imperiului. 

## Căsătorie și familie

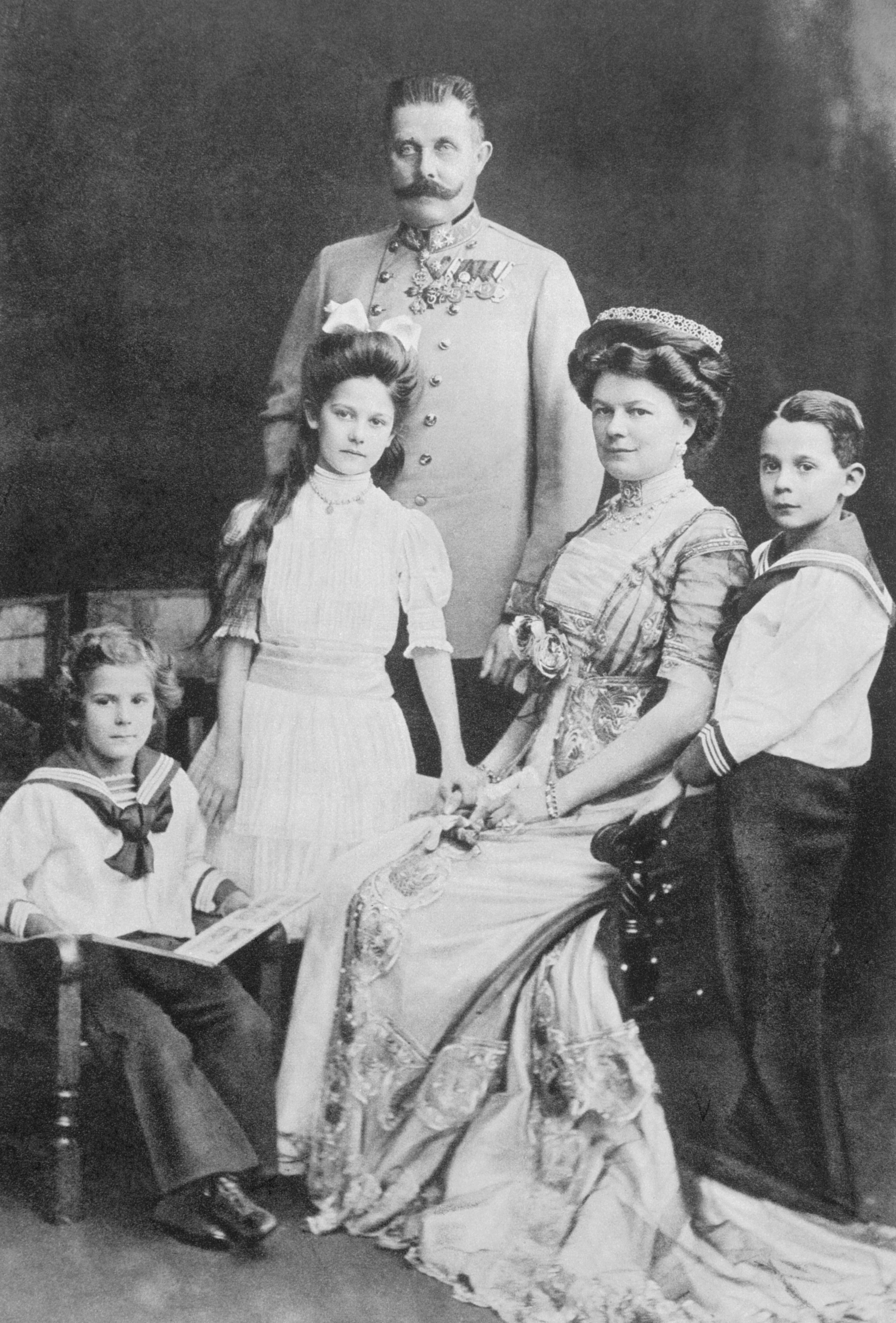
Arhiducele împreună cu familia sa.

În 1895 Franz Ferdinand a întâlnit-o pe contesa Sophia Chotek la un bal din Praga, care însă nu îndeplinea criteriile pentru a deveni o membră a casei de Habsburg. Sophia era domnișoară de onoare a arhiducesei Isabella, soția arhiducelui Friedrich, duce de Teschen. Franz Ferdinand a început să-l viziteze pe arhiducele Friedrich la vila sa din Pressburg (azi Bratislava). Relația lui Franz cu Sofia a rămas secretă, devenit cunoscută după doi ani. După multă opoziție, împăratul Franz Josef acceptă căsătoria, cu condiția ca ea să fie morganatică, adică urmașii proveniți din ea să nu aibă drept la tron.
Căsătoria a avut loc la 1 iulie 1900, la Reichstadt (azi Zákupy) în Boemia, din familia regală fiind prezentă numai mama sa vitregă, Maria Tereza.
Franz Ferdinand a avut trei copii cu Sofia:
- Prințesa Sophie von Hohenberg (1901-1990)
- Maximilian, Duce de Hohenberg (1902-1962)
- Prințul Ernst von Hohenberg (1904-1954)

## Asasinarea
La 28 iunie 1914 la ora 11:00 am, la Sarajevo, Franz Ferdinand și soția lui Sophia au fost asasinați de Gavrilo Princip, un tânăr sârb bosniac în vârsta de 19 ani, membru al organizației Mâna Neagră. Acest atentat a fost motivul care a declanșat Primul Război Mondial. Gavrilo Princip, minor conform legilor de atunci, a fost condamnat la 20 de ani de închisoare și a murit în spitalul închisorii din Theresienstadt (actualmente Terezin, în Cehia), încă înainte de sfârșitul Primului Război Mondial, la 28 aprilie 1918, bolnav de tuberculoză.